# International Double Reed Society
Die International Double Reed Society (IDRS) ist eine weltweite Organisation mit Sitz in Finksburg, Maryland.
Sie wurde 1971 ins Leben gerufen und vertritt die Interessen der Musiker und Instrumentenbauer von Doppelrohrblattinstrumenten (Oboe und Fagott). Es gibt 4.400 Mitglieder in 56 Ländern. Jährlich richtet sie Konferenzen und Wettbewerbe aus (u. a. seit 1979 den mit 10.000 $ dotierten Fernand Gillet-Hugo Fox Wettbewerb). Außerdem gibt die Gesellschaft die Zeitschrift The Double Reed heraus.